# Arne Tiselius
Arne Wilhelm Kaurin Tiselius (født 10. august 1902, Stockholm, død 29. oktober 1971) var en svensk biokemiker, der modtog Nobelprisen i kemi i 1948 "for sin forskning i elektroforese og adsaorptionsanalyse, særligt for hans opdagelser om komplekse serumproteiner."

## Uddannelse
Tiselius blev født i Stockholm. Efter hans fars død, flyttede familien til Göteborg, hvor han gik i skole og herefter blev student fra gymnasiet i samme by. Herefter flyttede han til Uppsala, hvor han læste kemi på universitet.

## Karriere
Tiselius blev ansat som forskningsassistent i Theodor Svedbergs laboratorie i 1925 og fik sin doktorgrad i 1930 i metoder til at studerer proteiner ved hjælp af elektroforese. Fra 1930 til 1935 udgav han en række videnskabelige artikler om diffusion og adsorption i naturligt forekommende base-byttede zeolitter, og disse studier fortsatte under et år i H.S. Taylors laboratorie i Princeton med støtte fra Rockefeller Foundation. Da han vendte tilbage til Uppsala fortsatte hans interesse for proteinter og anvendelsen af fysiske metoder og biokemiske problemstillinger. Dette ledte til en meget forbedre analysemetode med elektroforese, som han optimerede de kommende år.
Tiselius var aktiv i genopbygningen af videnskabelig forskning i Sverige efter 2. verdenskrig, og var præsident for  International Union of Pure and Applied Chemistry fra 1951-1955- Han var formand for Nobelkomiteen fra 1960–1964.

## Privatliv
Tiselius var gift og havde to børn. Han døde af et hjerteanfald d. 29- oktober 1971 i Uppsala. Hans kone døde i 1986.

## Hæder
Månekrateret Tiselius er opkaldt efter ham